# Minivet rouge
Pericrocotus ethologus
Espèce
Statut de conservation UICN

 LC  : Préoccupation mineure
Le Minivet rouge (Pericrocotus ethologus) est une espèce de passereaux de la famille des Campephagidae.

## Répartition et sous-espèces
Selon la classification de référence du Congrès ornithologique international (15.1, 2025) :
- P. e. favillaceus Bangs & Phillips, 1914 — du Spīn Ghar à l'ouest du Népal ;
- P. e. laetus Mayr, 1940 — de l'est du Népal aux monts Khasi ;
- P. e. ethologus Bangs & Phillips, 1914 — du nord-est de l'Inde à la Mongolie-Intérieure ;
- P. e. yvettae Bangs, 1921 — nord-est de la Birmanie et Yunnan ;
- P. e. mariae Ripley, 1952 — Chin Hills ;
- P. e. ripponi Baker, 1924 — collines Shan ;
- P. e. annamensis Robinson & Kloss, 1923 — plateau du Lang Bian (en).